# خوتلوب
خوتلوب (به لهستانی:  Chotylub) یک روستا در لهستان است که در گمینا چیشانوو واقع شده‌است. خوتلوب ۵۳۰ نفر جمعیت دارد.